# Avitohol Point
Der Avitohol Point (englisch; bulgarisch нос Авитохол nos Awitochol; im Vereinigten Königreich Crampton Point) ist eine 700 m lange Landspitze an der Nordküste der Livingston-Insel im Archipel der Südlichen Shetlandinseln. Sie liegt 3 km nordöstlich des Snow Peak, 9,6 km westsüdwestlich des Siddons Point und 14,6 km südöstlich des Kap Shirreff am Ufer der Hero Bay und trennt die Prisoe Cove im Nordwesten von der Skravena Cove im Südosten.
Die bulgarische Kommission für Antarktische Geographische Namen benannte sie 2005 nach Awitochol, dem Erstgenannten in der Bulgarischen Fürstenlinie. Das UK Antarctic Place-Names Committee benannte sie dagegen 2019 nach dem neuseeländischen Paläontologen James Crampton von der Victoria University of Wellington, der von 1990 bis 1991 in Zusammenarbeit mit dem British Antarctic Survey auf der Byers-Halbinsel tätig war.